# Сакконе, Вивиана
Вивиана Сакконе (исп. Viviana Saccone; родилась 28 января 1968, Хеппенер, Аргентина) — аргентинская актриса.

## Биография
Родилась 28 января 1968 года в небольшом городе Хеппенер, расположенном недалеко от Буэнос-Айреса.
Она с детства мечтала стать актрисой и в двадцать лет отправилась в столицу. 

Её первой работой в сериалах стала небольшая роль в сериале «Clave del Sol».
Снималась вместе с известными актрисами Андреа Дель Бока (в теленовелле «Селеста») и Гресией Кольменарес (в теленовелле «Девушка по имени Судьба»). Долгое время она исполняла роли второго плана, но одна из них (в сериале «Princesa») принесла ей премию Мартина Фьерро. Свою первую главную роль актриса исполнила в теленовелле «Человек моря», где её партнёром был Габриэль Коррадо.
На съёмках сериала «Влюблённые в танго» у нее начался роман с режиссёром Федерико Палаццо. У них родилось двое детей:
- Аллегра
- Серена (родилась в 2005 году)

После трёх лет отсутствия вернулась в теленовеллы ролью «Виктории» в сериале «Монтекристо».
В настоящий момент уделяет много времени семье, снимается в кино и работает театре. В свободное время она пишет рассказы и эссе, которые не публикует. В январе 2017 году открыла школу актерского мастерства, где преподаёт сама.

## Творчество

### Теленовеллы
- 1991 — Clave del Sol
- 1991 — Селеста — Рита Ферреро
- 1992 — Princesa — Мариана
- 1993 — Девушка по имени Судьба — Виктория Аласабль/Камилла
- 1994 — Con Alma de Tango —Мерседес
- 1995 — Por siempre Mujercitas — Паула Моралес
- 1997 — Человек моря — Флоренсия
- 1999 — Mamitas — Клаудиа
- 2000 — Los Buscas de Siempre — Лаура
- 2002 — Влюблённые в танго — Эмма Гонсалес-Мерканте
- 2003 — Femenino — masculino — Рита
- 2006 — Монтекристо — Виктория Саэнс
- 2008 — Todos contra Juan

### Кино
- 2002 — No dejaré que no me quieras — Мария
- 2006 — Ciudad en celo — Эстер
- 2006 — Simpatia casi amor
- 2007 — Paisito
- 2007 — El cine de Maite — Майте

## Музыка
Вивиана Сакконе исполнила главную музыкальную тему в сериале «Мамочки» («Mamitas»).

## Награды и номинации
| год  | Премия                | Номинация                    | Сериал        | Итог       |
| ---- | --------------------- | ---------------------------- | ------------- | ---------- |
| 1993 | Премия Мартина Фьерро | Лучшая актриса второго плана | «Princesa»    | победитель |
| 2006 | Премия Мартина Фьерро | Лучшая драматическая актриса | «Montecristo» | победитель |